# 진 네글레스코

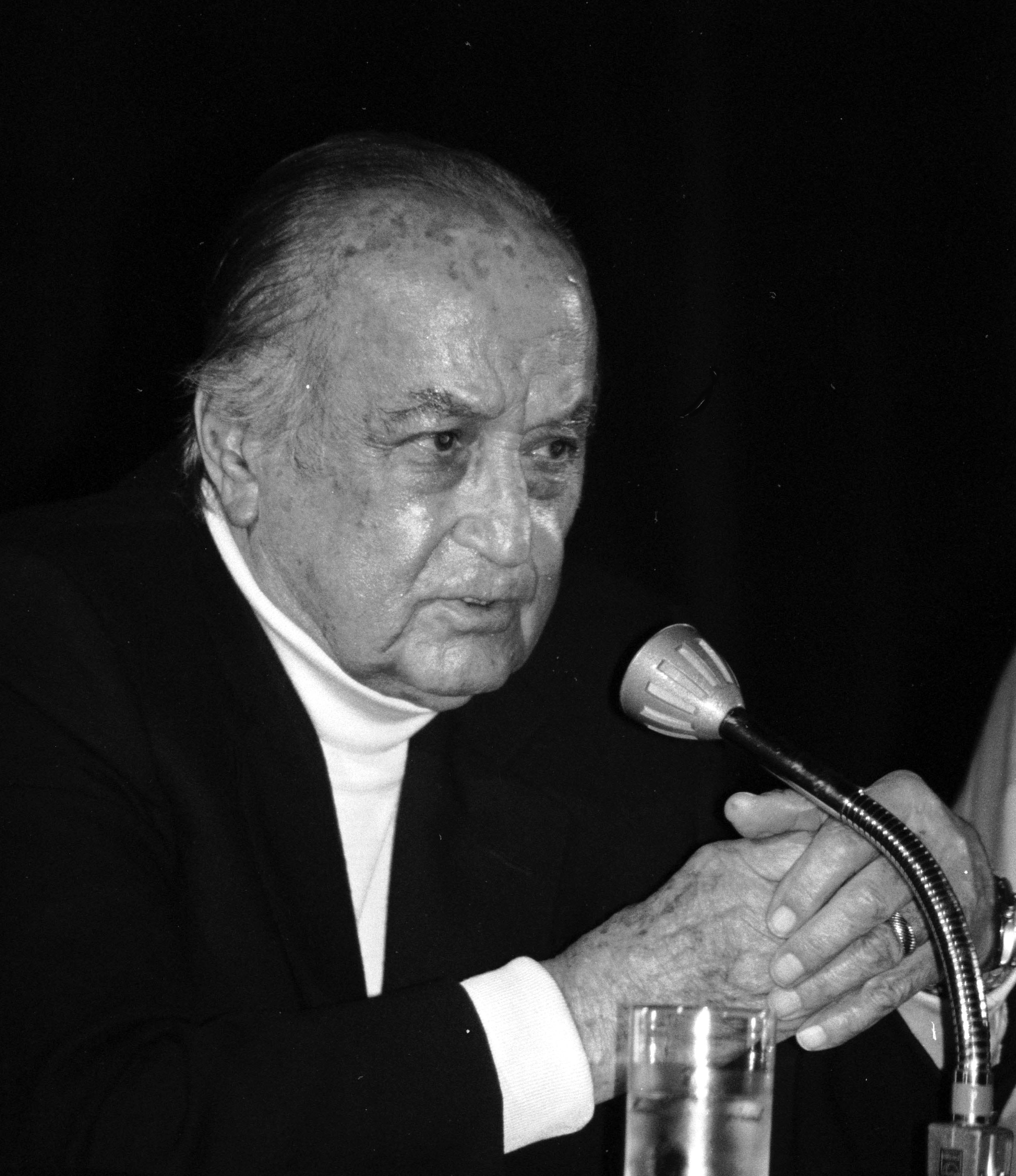

진 네글레스코(Jean Negulesco, 본명: Ioan Negulescu, 1900년 3월 13일 ~ 1993년 7월 18일)는 루마니아계 미국인 영화 감독이자 각본가이다.
크라이오바에서 태어났다.

## 참여 작품

### 장편 영화
- 조니 벨린다
- 로드 하우스 (1948년 영화)
- 오 헨리 단편집
- 타이타닉의 최후
- 백만장자와 결혼하는 법
- 애천
- 돌아오지 않는 강
- 해녀 (1957년 영화)